# خوتتش (ناحیه پراگ-غرب)
خوتتش (به چکی: Choteč) یک منطقهٔ مسکونی در جمهوری چک است که در ناحیه پراگ-غرب واقع شده‌است.